# 曰者镇
曰者镇，是中华人民共和国云南省文山壮族苗族自治州丘北县下辖的一个乡镇级行政单位。

## 行政区划
曰者镇下辖以下地区：
曰者村、新寨村、普克村、出水寨村、红花山村和打磨山村。

## 中国传统村落
2013年8月，河边村被评为第二批中国传统村落。